# 普熱米斯爾一世 (奧帕瓦)
普熱米斯爾一世（捷克語：Přemysl I. Opavský，約1365年—1433年9月28日），奧帕瓦公爵，米庫拉斯二世的幼子，1367年至1433年在位。

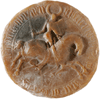

## 家庭
1395年左右，普熱米斯爾和盧茨的安娜結婚，兩人共有2子1女：
1. 瓦茨拉夫（—約1446年）
2. 米庫拉斯（—1437年）
3. 阿格尼絲（—約1440年）

1410年左右，普熱米斯爾和津比采公爵波爾科三世的女兒卡塔齊娜結婚，兩人共有2子1女：
1. 威廉（—1452年）
2. 亞諾斯特（英语：Ernest, Duke of Opava）（—1464年）
3. 尤塔（—1445年）